# Ménil-sur-Saulx
Ménil-sur-Saulx ist eine französische Gemeinde mit 245 Einwohnern (Stand: 1. Januar 2022) im Département Meuse in der Region Grand Est (vor 2016 Lothringen). Sie gehört zum Arrondissement Bar-le-Duc und zum Kanton Ligny-en-Barrois. 

## Geografie
Ménil-sur-Saulx liegt an der Saulx im Süden des Départements Meuse, etwa 16 Kilometer südsüdöstlich von Bar-le-Duc und etwa 71 Kilometer westsüdwestlich von Nancy. 
Umgeben wird Ménil-sur-Saulx von den Nachbargemeinden Stainville im Westen und Norden, Nant-le-Petit im Norden und Nordosten, Fouchères-aux-Bois im Nordosten und Osten, Le Bouchon-sur-Saulx im Osten und Südosten, Dammarie-sur-Saulx im Süden sowie Juvigny-en-Perthois im Südwesten.

## Bevölkerungsentwicklung
| Jahr                       | 1962 | 1968 | 1975 | 1982 | 1990 | 1999 | 2006 | 2019 |
| Einwohner                  | 278  | 274  | 255  | 213  | 216  | 214  | 260  | 252  |
| Quellen: Cassini und INSEE |      |      |      |      |      |      |      |      |

## Sehenswürdigkeiten
- Kirche Notre-Dame de l’Immaculée-Conception (Unsere Frau der Unbefleckten Empfängnis), Monument historique seit 1997

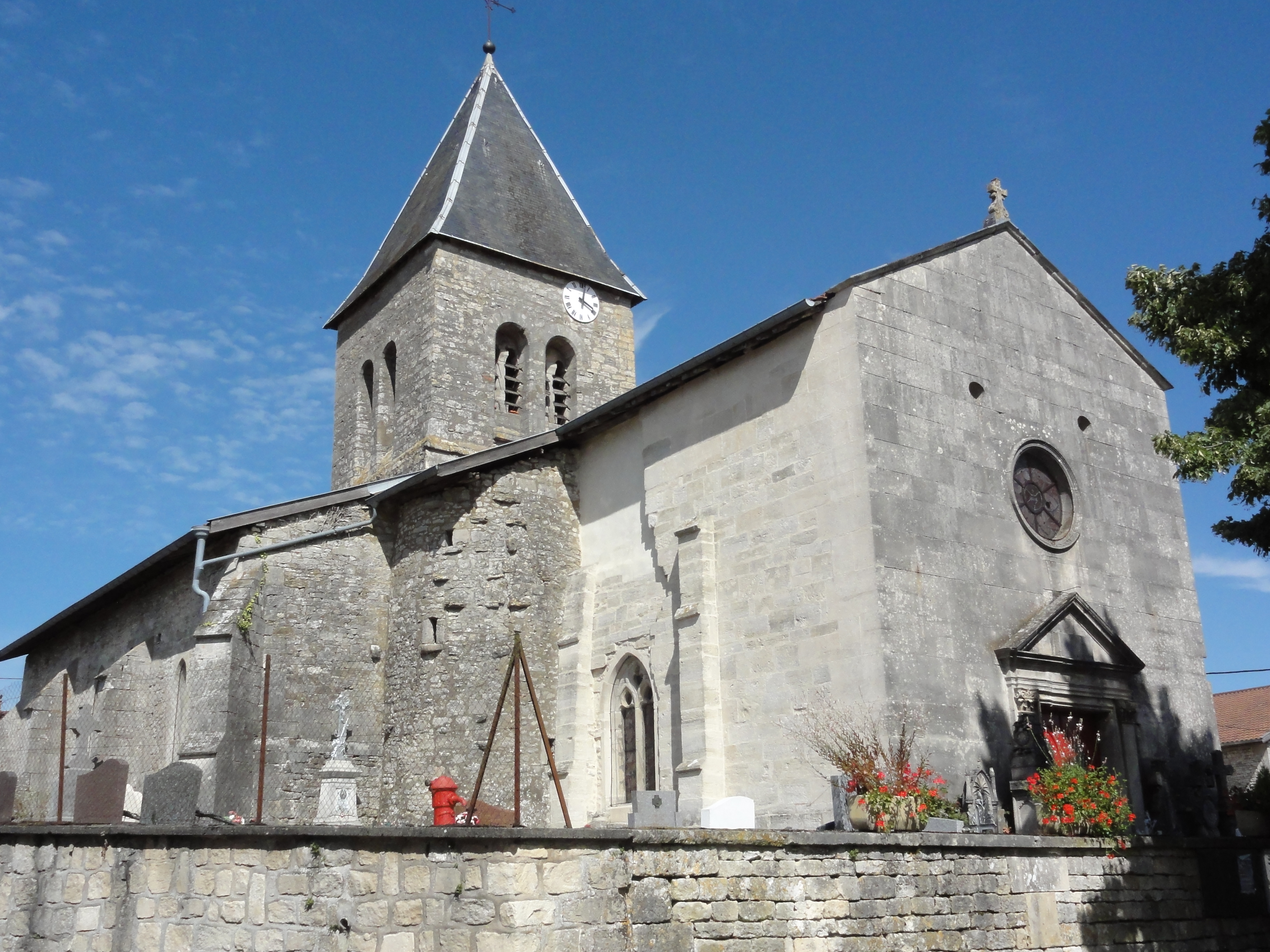
Kirche Notre-Dame de l’Immaculée-Conception